# Maxwell Atoms
Maxwell Atoms, pseudonimo di Adam Burton (Colorado Springs, 21 gennaio 1974), è un disegnatore statunitense.

## Biografia
Ha creato alcune celebri serie televisive animate di Cartoon Network come Le tenebrose avventure di Billy e Mandy, Hector Polpetta ed Underfist, spin-off di Billy e Mandy. Nel 2007 ha ricevuto una nomination Daytime Emmy Award nella categoria Outstanding Broadband Program - Children's proprio per Le tenebrose avventure di Billy e Mandy. Nel 2007 alla scadenza del suo contratto con Cartoon Network, Atoms è passato a lavorare per la Disney occupandosi della serie Fish Hooks - Vita da pesci insieme a Noah Z. Jones e C. H. Greenblatt.